# Grand Prix de la Ville de Montecatini
Le Grand Prix de la Ville de Montecatini (en italien Gran Premio Città di Montecatini) est une course hippique de trot attelé se déroulant le 15 août sur l'hippodrome de Sesana (it) à Montecatini Terme.
C'est une course de Groupe I réservée aux chevaux de 4 ans et plus. Elle a été créée le 9 août 1953.
L'épreuve se divise en trois courses réunissant neuf partants : deux batteries qualificatives et une finale le même jour.
Les trois courses se courent sur la distance de 1 640 mètres. L'allocation s'élève à 10 010 € pour chacune des batteries, et à 100 980 € pour la finale.

## Palmarès depuis 1990
| Année | Vainqueur          | Driver                |
| ----- | ------------------ | --------------------- |
| 2024  | Dolce Viky         | Roberto Vecchione     |
| 2023  | Vernissage Griff   | Alessandro Gocciadoro |
| 2022  | Vincero' Gar       | Pietro Gubellini      |
| 2021  | Vernissage Grif    | Alessandro Gocciadoro |
| 2020  | Vernissage Grif    | Alessandro Gocciadoro |
| 2019  | Arazi Boko         | Alessandro Gocciadoro |
| 2018  | Uragano Treb       | Roberto Vecchione     |
| 2017  | Timone Ek          | Enrico Bellei         |
| 2016  | Ringostarr Treb    | Roberto Vecchione     |
| 2015  | Orsia              | Antonino Di Nardo     |
| 2014  | Mack Grace SM      | Roberto Andreghetti   |
| 2013  | Mack Grace SM      | Roberto Andreghetti   |
| 2012  | Mack Grace SM      | Roberto Andreghetti   |
| 2011  | Mack Grace SM      | Enrico Bellei         |
| 2010  | Opal Viking        | Roberto Andreghetti   |
| 2009  | Irina              | Giampaolo Minnucci    |
| 2008  | Ghiaccio del Nord  | Enrico Bellei         |
| 2007  | El Nino            | Enrico Bellei         |
| 2006  | Smashing Victory   | Björn Goop            |
| 2005  | Smashing Victory   | Olle Goop             |
| 2004  | Java Darche        | Roberto Andreghetti   |
| 2003  | Intact Hornline    | Hugo Langeweg         |
| 2002  | Istis Darnoperle   | Gerhard Biendl        |
| 2001  | Brads Photo        | Wim Paal              |
| 2000  | Attention Flamingo | Andrea Guzzinati      |
| 1999  | Nuke it Linsay     | Heinz Wewering        |
| 1998  | Louise Laukko      | Erik Adielsson        |
| 1997  | Gum Ball           | Stig H. Johansson     |
| 1996  | CR Track Master    | Lorenzo Baldi         |
| 1995  | Toss Out           | Wim Paal              |
| 1994  | Uconn Don          | Andrea Baveresi       |
| 1993  | Campo Ass          | Heinz Wewering        |
| 1992  | Incredible DJ      | Vittorio Guzzinati    |
| 1991  | Miss Baltic        | Giovanni Mauri        |
| 1990  | Fiaccola Effe      | Roberto Benedetti     |